# Frankia (protista)
Frankia es un género de foraminífero bentónico considerado homónimo posterior de Frankia Brunchorst, 1886, y sustituido por Frankinella, el cual es considerado a su vez un sinónimo posterior de Francuscia de la subfamilia Polymorphininae, de la familia Polymorphinidae, de la superfamilia Polymorphinoidea, del suborden Lagenina y del orden Lagenida. Su especie-tipo era Frankia cernuata. Su rango cronoestratigráfico abarcaba el Holoceno.

## Discusión
Clasificaciones previas incluían Frankia en la superfamilia Nodosarioidea.

## Clasificación
Frankia incluía a la siguiente especie:
- Frankia cernuata, aceptada como Francuscia cernuata